# برمجيات معتمدة على المعدات
البرمجيات المعتمدة على الأجهزة (HDS أو HdS)، وهو جزء من نظام التشغيل الذي يختلف عبر لوحات المعالجات الدقيقة ويتكون بشكل خاص من برامج تشغيل الأجهزة ورمز التمهيد الذي يقوم بتهيئة الأجهزة. لا تشتمل البرمجيات المعتمدة على الأجهزة على رمز خاص بعائلة المعالج فقط ويمكن تشغيله بدون تغيير على أعضاء مختلفين منه. يُطلق على البرمجيات المعتمدة على الأجهزة بدلاً من ذلك اسم حزمة دعم اللوحة، خاصة في عالم أنظمة التشغيل التجارية حيث يتم توزيع رمز عائلة المعالج في شكل ثنائي فقط.
غالبًا ما تعتمد البرامج التي تعمل على أنظمة التشغيل على الأجهزة في البداية، لكن المحاكيات يمكنها تقليل التبعيات لأجهزة معينة.